# Kláštor pod Znievom
Kláštor pod Znievom és un poble i municipi d'Eslovàquia que es troba a la regió de Žilina, al centre-nord del país.

## Demografia
| Godina             | 1994 | 2004   | 2014   | 2024    |
| ------------------ | ---- | ------ | ------ | ------- |
| Nombre de persones | 1532 | 1481   | 1598   | 1843    |
| Diferència         |      | −3,32% | +7,90% | +15,33% |

| Godina             | 2023 | 2024   |
| ------------------ | ---- | ------ |
| Nombre de persones | 1823 | 1843   |
| Diferència         |      | +1,09% |